# San Marcos (Hidalgo)
San Marcos es una localidad de México ubicada en el municipio de Tula de Allende en el estado de Hidalgo, y se encuentra en la zona metropolitana de Tula.

## Geografía
Se ubica en el Valle del Mezquital, le corresponden las coordenadas geográficas 20° 01’ 41.233” de latitud norte y 99° 20’ 12.768” de longitud oeste, con una altitud de 2033 m s. n. m. En cuanto a fisiografía se encuentra dentro de la provincia del Eje Neovolcánico, dentro de la subprovincia de Llanuras y Sierras de Querétaro e Hidalgo; su terreno es de llanura y lomerío. En lo que respecta a la hidrografía se encuentra posicionado en la región del Pánuco, dentro de la cuenca del río Moctezuma, en la subcuenca de río Tula. Cuenta con un clima semiseco templado.

## Demografía
En 2020 registró una población de 13 872 personas, lo que corresponde al 12.05 % de la población municipal. De los cuales 6599 son hombres y 7273 son mujeres. Tiene 4237 viviendas particulares habitadas.
| Gráfica de evolución demográfica de San Marcos entre 1900 y 2020                             |
|                                                                                              |
| Población de los censos y conteos del Instituto Nacional de Estadística y Geografía (INEGI). |